# Рилменідин
Рилменідин (англ. Rilmenidine) — рецептурний препарат для лікування гіпертензії. Він застосовуєтьсяя перорально, та продається під торговими марками «Альбарель», «Гіперіум», «Ітеріум» та «Тенаксум».

## Механізм дії
Рилменідин є похідним оксазоліну, та має антигіпертензивні властивості. причому діє як на центральний судиноруховий центр, так і периферичні нервові структури. Препарат є аналогом імідазоліну, та демонструє більшу селективність до імідазолінових рецепторів, ніж до церебральних альфа2-адренергічних рецепторів, що відрізняє його від референтних альфа2-агоністів, та надає додаткові протизапальні властивості, яких немає у більшості інших антигіпертензивних препаратів.

## Протипоказання
Протипоказаннями до застосування рилменідину є тяжка депресія, тяжка ниркова недостатність (кліренс креатиніну <15 мл/хв), як запобіжний захід препарат не застосовується за відсутності необхідних досліджень.

## Дозування та спосіб введення
Рекомендована доза рилменідину становить 1 таблетку на день одноразово вранці. Кожна таблетка містить 1,544 мг рилменідину дигідрофосфату, що еквівалентно 1 мг основи рилменідину. Якщо результати лікування незадовільні після 1 місяця, дозу можна збільшити до 2 таблеток на день, приймаючи в розділених дозах (1 таблетка вранці та ввечері) перед їжею. Завдяки хорошій клінічній та біологічній переносимості, рилменідин можна призначати як пацієнтам літнього віку, так і пацієнтам з діабетом та гіпертензією. У пацієнтів з нирковою недостатністю корекція дози принципово не потрібна, якщо кліренс креатиніну перевищує 15 мл/хв. Лікування препаратом може тривати необмежений час.

## Запобіжні заходи
Як і при застосуванні всіх антигіпертензивних засобів, рилменідин під час регулярного медичного спостереження призначається пацієнтам із нещодавно перенесеними серцево-судинними захворюваннями (інсультом, інфарктом міокарда). Під час лікування препаратом слід уникати вживання алкоголю. У пацієнтів з нирковою недостатністю корекція дози не потрібна, якщо кліренс креатиніну перевищує 15 мл/хв. Через відсутність документально підтверджених експериментів у цій галузі, рилменідин не рекомендується призначати дітям. Як і у випадку з усіма новими молекулами, слід уникати застосування рилменідину вагітним жінкам, хоча в дослідженнях на тваринах тератогенних або ембріотоксичних ефектів не спостерігалося. илменідин виділяється з грудним молоком, тому його застосування під час лактації не рекомендується.
Подвійні сліпі плацебо-контрольовані дослідження не показали жодного впливу рилменідину на уважність у терапевтичних дозах (1 або 2 щоденні прийоми по 1 мг). Якщо ці дози перевищено або якщо рилменідин поєднується з іншими препаратами, здатними знижувати увагу, водіїв транспортних засобів або операторів механізмів слід попередити про можливість сонливості.

## Взаємодія з іншими ліками
Поєднання рилменідину з інгібіторами моноаміноксидази не рекомендується; поєднання з трициклічними антидепресантами вимагає обережності, оскільки може частково знизитись антигіпертензивна активність рилменідину.

## Побічні ефекти
При дозі 1 мг препарату, що застосовувалася одноразово на день під час контрольованих досліджень, частота побічних ефектів була порівнянною з тією, що спостерігалася при застосуванні плацебо. При дозі 2 мг рилменідину на день контрольовані порівняльні дослідження з клонідином (0,15–0,30 мг/день) або альфа-метилдопою (500—1000 мг/день) продемонстрували, що частота побічних ефектів була значно нижчою при застосуванні рилменідину, ніж при застосуванні клонідину або альфа-метилдопи.
Побічні ефекти при застосуванні в терапевтичних дозах трапляються рідко, не є тяжкими та тимчасовими: астенія, тахікардія, безсоння або сонливість, втома при фізичному навантаженні, біль в епігастральній ділянці, сухість у роті, діарея, шкірний висип; та у виняткових випадках — похолодання кінцівок, ортостатична гіпотензія, сексуальні розлади, тривога, депресія, свербіж, набряк, судоми, нудота, запор, припливи крові.

## Передозування
Про випадки важкого передозування препарату не повідомлялося. Ймовірними симптомами в такому разі будуть виражена гіпотензія та зниження уваги. Окрім промивання шлунка, також може знадобитися застосування симпатоміметичних засобів. Рилменідин лише частково виводиться шляхом діалізу.

## Дослідження
Було показано, що препарат імітує ефект обмеження калорійності, що подовжує тривалість життя, у клітинних культурах та у черв'яка Caenorhabditis elegans.